# Metis ignea
Metis ignea är en kräftdjursart som beskrevs av Philippi 1843. Metis ignea ingår i släktet Metis och familjen Metidae. Arten är reproducerande i Sverige. Inga underarter finns listade i Catalogue of Life.